# Vera Barón
Pour les articles homonymes, voir Barón.
Vera Barón, née le 5 août 2004 à Madrid, est une trialiste VTT professionnelle espagnole. Elle est la sœur de Daniel Barón (es), lui aussi spécialisé en trial avec qui elle est médaillée par équipe.
Elle a remporté dix médailles aux championnats du monde de trial entre 2019 et 2024, ainsi qu'un titre européen en 2023.

## Palmarès en VTT trial

### Championnat du monde
- Chengdu 2019
  -  Championne du monde de vélo trial par équipes
  -  Médaillée d'argent de vélo trial
- Vic 2021
  -  Championne du monde de vélo trial
  -  Championne du monde de vélo trial par équipes
- Abou Dabi 2022
  -  Championne du monde de vélo trial par équipes
  -  Médaillée d'argent de vélo trial
- Glasgow 2023
  -  Championne du monde de vélo trial par équipes
  -  Médaillée d'argent de vélo trial
- Abou Dabi 2024
  -  Championne du monde de vélo trial par équipes
  -  Médaillée d'argent de vélo trial

### Coupe du monde
- Coupe du monde de VTT trial
  - 2019 : 1re du classement général
  - 2021 : 2e du classement général
  - 2022 : 1re du classement général
  - 2023 : 1re du classement général
  - 2024 : 1re du classement général

### Championnat d'Europe
- 2019
  -  Médaillée de bronze du trial
- 2023
  -  Championne d'Europe de trial
- 2024
  -  Championne d'Europe de trial